# Mictochroa dolens
Mictochroa dolens är en fjärilsart som beskrevs av William Schaus 1911. Mictochroa dolens ingår i släktet Mictochroa och familjen nattflyn. Inga underarter finns listade i Catalogue of Life.